# 알렉사 해빈스
알렉사 헤이빈스(Alexa Havins, 1980년 11월 16일 ~ )는 미국의 배우이다.

## 출연 작품

### 영화
- Fat Girls (2006)
- 브룩클린 룰스 (2007, Brooklyn Rules)
- 핸콕 (2008)
- 27번의 결혼 리허설 (2008)
- 까칠녀 사로잡는 법 (2009, How to Seduce Difficult Women)
- 올드 독스 (2009)
- 로마에서 생긴 일 (2010)
- 프록시 (2013)

### 텔레비전
- 원 라이프 투 리브 (2003-05)
- 레스큐 미 (2006)
- 그레이 아나토미 (2011)
- 토치우드 (2011)